# 1828
1828 (MDCCCXXVIII) var ett skottår som började en tisdag i den gregorianska kalendern och ett skottår som började en söndag i den julianska kalendern.

## Händelser

### April
- 26 april – Brasilien och Danmark undertecknar ett handels- och sjöfartsfördrag, och diplomatiska förbindelser mellan de båda staterna upptas.[1]

### Augusti
- 27 augusti – Brasilien erkänner Uruguay genom fördraget i Montevideo.[2]

### Oktober
- 1 oktober – Den första järnvägen i Frankrike invigs, ursprungligen med hästdrivna tåg.[3]Presidentval i USA.

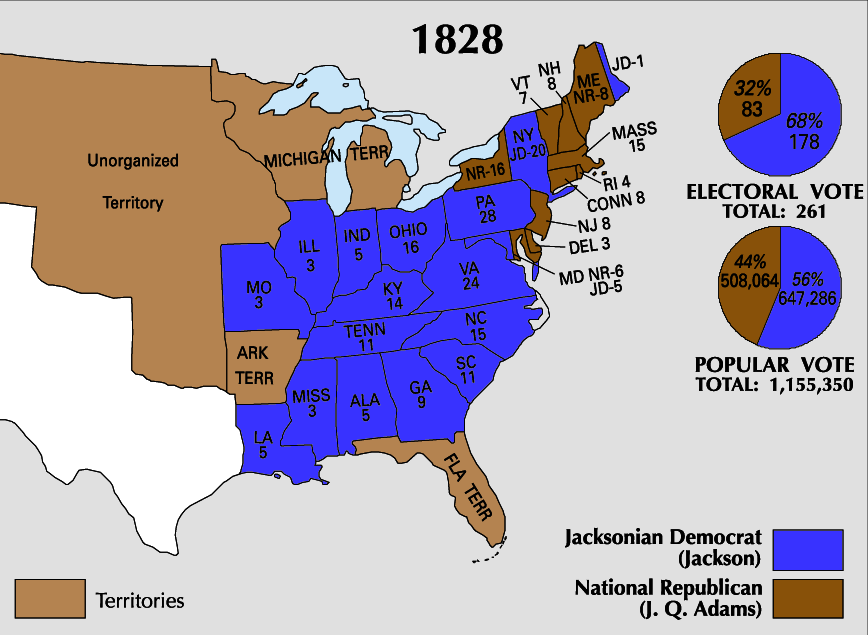
Presidentval i USA.

- 31 oktober–2 december – Demokraten Andrew Jackson besegrar nationalrepublikanen John Quincy Adams vid presidentvalet i USA.

### November
- 29 november – Åtta personer dödas vid en drunkningsolycka under en rodd hem från ett bröllop över sjön Malmlången vid Karlsdal norr om Karlskoga, Sverige.[4]

### Okänt datum
- Afroamerikanske butlern Robert Roberts publicerar en andra upplaga av The House Servant's Directory, en handbook för butlers och servitörer.[5]
- Den svenska Snillekommittén avger sitt utlåtande. Endast fattiga och värnlösa barn behöver folkskolan. Detta resulterar emellertid att provskolan Nya Elementarskolan i Stockholm inleder sin verksamhet med Carl Jonas Love Almqvist som rektor.[6]
- Sällskapet till belöning för trotjänare bildas i Sverige.[7] på initiativ av greven Carl Axel Löwenhielm.[8]
- Magnus Brahe utnämns till generaladjutant för armén, varigenom han erhåller ett betydande inflytande på de svenska regeringsärendena, vilket är känt som Braheväldet.
- Så kallade snällposter, det vill säga postlinjer, inrättas för att den svenska postgången skall gå snabbare.
- Kemisten Jöns Jacob Berzelius upptäcker grundämnet torium.
- Kung Karl XIV Johan anbefaller växelundervisning i de svenska skolorna, det vill säga att den kunnigaste i klassen instruerar de övriga.
- Prosten Carl Emanuel Bexell grundar i Smålands Rydaholm den första nykterhetsföreningen i Sverige
- Adelsmannen Carl Magnus af Robson framför den första pläderingen i svensk riksdagshistoria för skydd av samerna.
- Israel Adolf af Ström grundar det svenska Skogsinstitutet, föregångaren till Skogshögskolan.
- Förslaget från 1823 om att frisläppa de svenska ekarna framförs på nytt, denna gång som kunglig proposition.
- Trävaruhandeln släpps fri.[9]

## Födda

### Första kvartalet

#### Januari
- 6 januari – Herman Grimm, tysk författare och konsthistoriker. (död 1901)
- 17 januari – Lewis A. Grant, general under amerikanska inbördeskriget. (död 1918)
- 23 januari – Saigō Takamori, japansk militär och samuraj. (död 1877)
- 30 januari – Frederick Low, amerikansk politiker och diplomat. (död 1894)

#### Februari
- 1 februari – George F. Edmunds, amerikansk republikansk politiker, senator 1866–1891. (död 1919)
- 8 februari
  - Jules Verne, fransk författare. (död 1905)
  - Antonio Cánovas del Castillo, spansk politiker. (död 1897)

#### Mars
- 2 mars – Frans Hedberg, svensk författare. (död 1908)
- 20 mars – Henrik Ibsen, norsk dramatiker. (död 1906)
- 22 mars – James Gairdner, brittisk historiker. (död 1912)

### Andra kvartalet

#### April
- 12 april – Charles Foster, amerikansk republikansk politiker, USA:s finansminister 1891–1893. (död 1904)
- 13 april – Josephine Butler, brittisk socialreformator. (död 1906)
- 21 april – Hippolyte Taine, fransk filosof och litteraturhistoriker. (död 1893)
- 29 april – Carl Otto Bergman, svensk militär, industriman, kommunalpolitiker och riksdagsman. (död 1901)

#### Maj
- 8 maj
  - Henri Dunant, schweizisk affärsman, grundare av Röda korset. (död 1910)
  - Charbel Makhlouf, libanesiskt helgon. (död 1898)
- 12 maj – Dante Gabriel Rossetti, brittisk målare och poet. (död 1882)
- 26 maj
  - Benjamin F. Rice, amerikansk republikansk politiker, senator 1868–1873. (död 1905)
  - Edward Sederholm, svensk riksgäldsfullmäktig och riksdagsman. (död 1905)

#### Juni
- 17 juni – Fredrik Petersson, svensk hemmansägare och riksdagspolitiker. (död 1908)
- 24 juni – Axel Gadolin, finländsk mineralog. (död 1892)

### Tredje kvartalet

#### Juli
- 7 juli – Heinrich von Ferstel, österrikisk friherre (från 1879) och arkitekt. (död 1883)
- 8 juli – David Turpie, amerikansk demokratisk politiker, senator 1863 och 1887–1899. (död 1909)

#### Augusti
- 5 augusti – Lovisa av Nederländerna, drottning av Sverige och Norge 1859–1871, gift med Karl XV. (död 1871)
- 6 augusti
  - Lotten von Kræmer, svensk författare och instiftare av Samfundet De Nio. (död 1912)
  - Andrew Taylor Still, amerikansk läkare, grundade osteopatin. (död 1917)
- 17 augusti – Maria Deraismes, fransk författare. (död 1894)

#### September
- 9 september – Lev Tolstoj, rysk författare. (död 1910)

### Fjärde kvartalet

#### Oktober
- 1 oktober – Ebba Ramsay, svensk skolledare. (död 1922)
- 15 oktober – John A. Quackenbush, amerikansk republikansk politiker, kongressledamot 1889–1893. (död 1908)
- 19 oktober – James F. Wilson, amerikansk republikansk politiker. (död 1895)
- 27 oktober – Jacob Dolson Cox, amerikansk republikansk politiker och general. (död 1900)

#### November
- 1 november – Balfour Stewart, brittisk fysiker. (död 1887)
- 18 november – John Langdon Down, brittisk läkare. (död 1896)
- 30 november – Gustav Zeuner, tysk ingenjör. (död 1907)

#### December
- 7 december – James D. Porter, amerikansk demokratisk politiker och diplomat, guvernör i Tennessee 1875–1879. (död 1912)
- 18 december – Viktor Rydberg, svensk författare, journalist, språkvårdare, religionsfilosof och kulturhistoriker. (död 1895)
- 26 december – Carl Eric Carlsson, svensk kommunalordförande, godsägare och riksdagsledamot. (död 1880)
- 29 december – Karl Ludwig Kahlbaum, tysk psykiater. (död 1899)

## Avlidna

### Första kvartalet

#### Januari
- 10 januari – Nicolas-Louis François de Neufchâteau, 77, fransk politiker och författare.

#### Februari
- 11 februari – DeWitt Clinton, 58, amerikansk politiker.
- 17 februari – Heinrich Gottlieb Tzschirner, 49, tysk teolog.

#### Mars
- 4 mars
  - John Geddes, 50, amerikansk politiker, guvernör i South Carolina 1818–1820.
  - Erik Sjöberg, 34, svensk författare.
- 26 mars – Elisabeth Olin, 87, svensk operasångerska.
- 27 mars – Johann Gottfried Tulla, 58, tysk ingenjör.

### Andra kvartalet

#### April
- 15 april – Francisco de Goya, 82, spansk konstnär.

#### Maj
- 2 maj – Thomas Tudor Tucker, 82, amerikansk politiker.

#### Juni
- 20 juni – Thomas Mann Randolph, 59, amerikansk politiker, kongressledamot 1803–1807, guvernör i Virginia 1819–1822.

### Tredje kvartalet

#### Juli
- 7 juli – August Hermann Niemeyer, 73, tysk teolog, pedagog och författare.
- 9 juli – Gilbert Stuart, 72, amerikansk konstnär.
- 14 juli – Carl Weisflog, 57, tysk författare.
- 15 juli – Jean-Antoine Houdon, 87, fransk skulptör.
- 16 juli – William Few, 80, amerikansk politiker, senator 1789–1793.

#### Augusti
- 2 augusti – Fredrik von Ehrenheim, 75, svensk friherre, ämbetsman, diplomat och hovkansler samt kanslipresident 1801–1809.
- 8 augusti – Carl Peter Thunberg, 84, svensk botaniker.
- 22 augusti
  - William Cocke, amerikansk politiker, senator 1796–1797 och 1799–1805.
  - Franz Joseph Gall, 70, tysk läkare, frenologins grundläggare.

#### September
- 1 september – John Taylor Gilman, 74, amerikansk federalistisk politiker, guvernör i New Hampshire 1794–1805 och 1813–1816.
- 27 september – William Chamberlain, 73, amerikansk federalistisk politiker, kongressledamot 1803–1805 och 1809–1811.

### Fjärde kvartalet

#### Oktober
- 5 oktober – Thomas B. Robertson, 49, amerikansk politiker, guvernör i Louisiana 1820–1824.

#### November
- 5 november – Maria Fjodorovna, 69, rysk kejsarinna.
- 19 november – Franz Schubert, 31, österrikisk tonsättare.

#### December
- 13 december – Manuel Dorrego, 41, argentinsk politiker, landets president 1827-1828 (avrättad).
- 22 december – William Hyde Wollaston, 62, brittisk fysiker.
- 30 december – Gustaf Knös, 55, svensk orientalist och teolog.

### Fotnoter
1. ↑  ”British and foreign state papers”. http://books.google.dk/books?id=FZsAAAAAYAAJ&pg=PA717&dq=&hl=da&ei=2DswTeTRJoXtOdTuuKwK&sa=X&oi=book_result&ct=result&resnum=2&ved=0CCgQ6AEwAQ#v=onepage&q=%22denmark%20and%20brazil%22&f=false.
2. ↑  ”World Statesmen”. http://www.worldstatesmen.org/Uruguay.html.
3. ↑  ”Järnvägar i historien”. Arkiverad från originalet den 12 augusti 2010. https://web.archive.org/web/20100812121411/http://www.jvmv.se/bandelsregister/LOK-reg/H1700.htm.
4. ↑  ”Värmlands brandhistoriska klubb”. Arkiverad från originalet den 12 oktober 2011. https://www.webcitation.org/62NB7kO36?url=http://www.brandhistoriska.org/olyckor_se.html.
5. ↑  ”International Butler Academy”. Arkiverad från originalet den 11 september 2011. https://web.archive.org/web/20110911123133/http://www.butlerschool.com/interesting_facts.htm. Läst 26 september 2011.
6. ↑  ”Populärhistoria – Skolstart – den svenska folkskolans historia”. Arkiverad från originalet den 8 januari 2011. https://web.archive.org/web/20110108083728/http://www.popularhistoria.se/o.o.i.s?id=43&vid=565. (svenska)
7. ↑  ”Boktraven”. http://boktraven.se/books/info/S%C3%A4llskapet%20till%20bel%C3%B6ning%20av%20trotj%C3%A4nare%201828-1978/Sven%20Almqvist/swe. Läst 20 oktober 2011.
8. ↑  ”Löwenhielmska släktföreningen” ( PDF). sid. 7. http://www.lowenhielm.org/uploads/1/9/9/8/1998058/stadgar_2012.pdf. Läst 20 oktober 2011.
9. ↑  Du Rietz, Anita, Kvinnors entreprenörskap: under 400 år, 1. uppl., Dialogos, Stockholm, 2013 s.183